# 敷香支廳
敷香支廳（日语：〔〕／ Shikuka shichō */?），為日本過去治理庫頁島時所設置的樺太廳下的支廳，管轄庫頁島的東北部。支廳所在地位於敷香町。因被蘇聯佔領，於1949年6月1日於廢除樺太廳時同時廢除。

## 历史
- 1908年4月：豐原支廳北部區域分割設置為敷香支廳。[1]
- 1913年6月：原屬敷香支廳的元泊出張所改隸屬豐原支廳管轄。
- 1915年6月：實施郡町村制，轄下設置新問郡、敷香郡、散江郡。
- 1922年10月：樺太廳進行支廳重編，將新問郡及豐原支廳轄下的元泊郡改隸屬新設置的元泊支廳。
- 1942年11月：樺太廳進行支廳重編，將元泊支廳合併入敷香支廳，並將轄下的新問郡、散江郡、長濱郡合併入元泊郡。
- 1949年6月1日：樺太廳及轄下行政區劃廢除。

### 沿革
| 時間       | 行政劃分 | 行政劃分   | 行政劃分 | 行政劃分 | 行政劃分 | 行政劃分 | 行政劃分 | 行政劃分 | 行政劃分 | 行政劃分   | 行政劃分   |
| 1907年4月  | 大泊支廳 | 大泊支廳   | 豐原支廳 | 豐原支廳 | 豐原支廳 | 豐原支廳 | 豐原支廳 | 真岡支廳 | 真岡支廳 | 真岡支廳   | 真岡支廳   |
| 1908年4月  | 大泊支廳 | 大泊支廳   | 豐原支廳 | 豐原支廳 | 豐原支廳 | 敷香支廳 | 敷香支廳 | 真岡支廳 | 真岡支廳 | 真岡支廳   | 名好支廳   |
| 1913年6月  | 大泊支廳 | 大泊支廳   | 豐原支廳 | 豐原支廳 | 豐原支廳 | 敷香支廳 | 敷香支廳 | 真岡支廳 | 真岡支廳 | 久春內支廳 | 久春內支廳 |
| 1913年10月 | 大泊支廳 | 大泊支廳   | 豐原支廳 | 豐原支廳 | 豐原支廳 | 敷香支廳 | 敷香支廳 | 真岡支廳 | 真岡支廳 | 泊居支廳   | 泊居支廳   |
| 1922年10月 | 大泊支廳 | 留多加支廳 | 豐原支廳 | 豐原支廳 | 元泊支廳 | 元泊支廳 | 敷香支廳 | 本斗支廳 | 真岡支廳 | 泊居支廳   | 鵜城支廳   |
| 1924年12月 | 大泊支廳 | 大泊支廳   | 豐原支廳 | 豐原支廳 | 元泊支廳 | 元泊支廳 | 敷香支廳 | 本斗支廳 | 真岡支廳 | 泊居支廳   | 泊居支廳   |
| 1937年7月  | 大泊支廳 | 大泊支廳   | 豐榮支廳 | 豐原市   | 元泊支廳 | 元泊支廳 | 敷香支廳 | 本斗支廳 | 真岡支廳 | 泊居支廳   | 泊居支廳   |
| 1940年1月  | 大泊支廳 | 大泊支廳   | 豐榮支廳 | 豐原市   | 元泊支廳 | 元泊支廳 | 敷香支廳 | 本斗支廳 | 真岡支廳 | 泊居支廳   | 惠須取支廳 |
| 1942年11月 | 豐原支廳 | 豐原支廳   | 豐原支廳 | 豐原支廳 | 敷香支廳 | 敷香支廳 | 敷香支廳 | 真岡支廳 | 真岡支廳 | 真岡支廳   | 惠須取支廳 |
| 1949年6月  | 廢除     | 廢除       | 廢除     | 廢除     | 廢除     | 廢除     | 廢除     | 廢除     | 廢除     | 廢除       | 廢除       |

## 最終行政區域
- 元泊郡：元泊村 - 帆寄村 - 知取町[2]
- 敷香郡：泊岸村 - 內路村 - 敷香町 - 散江村